# Olof Wilhelm Aspelin
Olof Wilhelm Aspelin, född 6 januari 1820 i Bunkeflo socken, död 25 september 1893 i Malmö Sankt Petri församling, Malmö. Han var verksam som instrumentmakare och pianofabrikör mellan 1866 och 1888.

## Biografi
Aspelin föddes 6 januari 1820 i Bunkeflo socken. Han var son till korpralen Christian Aspelin (död 1830) och Anna Hansdotter (född 1799). 1833 flyttade familjen till Tygelsjö 20.
1836 blev han lärling och senare gesäll hos snickarmästaren Hans Sjöberg i Malmö Caroli församling, Malmö. 1843 blev han gesäll hos snickarmästaren Hans Petersson i Malmö. Mellan 1844 och 1864 var han verksam som snickargesäll i Malmö. 1865 flyttade familjen till Malmö Sankt Petri församling och där började han arbeta som instrumentmakare med fabrik tillverkande piano-fortes, pianinos och kammarpiano på Östergatan 17 och från 1 oktober 1867 på Östergatan 30 (gamla husnummerordningen).  Valnöt är ett träslag som återkommer i hans produktion. 1874 finns hans fabrik på Östergatan 22. i rådman Gustaf Wilhelm Dahlströms (1808-1877) sterbhusdelägares gård. Här börjar han mer ägna sig enbart åt tillverkning av pianon. 1 april 1881 flyttar han ut från 5-rumslägenheten med källare och loft därifrån. Sitt lager av pianon har han dock kvar vilket han vill sälja ut i augusti 1882 p.g.a. flytt. 1884 finns Aspelin på adress Stortorget nr. 1 i Malmö med sin verksamhet med reparationer och försäljning av pianon. 1885 hade han lokaler på Stortorget 3 och Gråbrödersgatan nr. 4 där reparationer och stämning af pianon kunde utföras. 1887 har Aspelin slagit in på restauration då han på Stadt Hamburgsgatan 4 i Malmö driver en matservering för bättre ungherrar. 1888 flyttade Aspelin till kvarteret Fersen 4. 1890 flyttade han till kvarter Generalens Hage i Malmö Sankt Petri församling. Aspelin avled 25 september 1893 i Malmö.
Om en affär med snöpligt slut ur O. W. Aspelins liv.
Aspelin gifte sig 11 maj 1844 med Botilda Bengtsson (1817- 6 maj 1892) i Malmö. De fick tillsammans barnen Mathilda Dorothea (född 1844), Amalia Charlotta (född 1847) g. m. Rohl Andersson (1828-1891), Hilma Josephina (född 1849) och Helena Sofia (född 1857). Döttrarna Hilma och Amalia bildar firman "H. & A. Aspelin" inom modesömnad med verksamhet på Östergatan 17 för att därefter flytta till Östergatan 22 i april 1874 där faderns fabrik finns.